# Уэльская овчарка
Уэльская овчарка — местная порода традиционных пастушьих собак Уэльса. Не признаны как отдельная порода ни одной кинологической организацией в мире. Иногда уэльских овчарок называют «уэльские колли».

## История породы

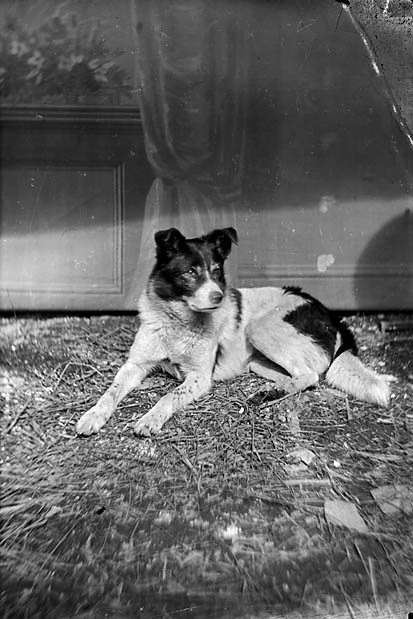
Уэльская овчарка с коротким типом шерсти

Когда-то существовало много пород овчарок в Уэльсе, использовавшихся только в этой местности. В течение XVIII века уэльские пастухи, отгонявшие овец для продажи на рынки, брали с собой пять или шесть овчарок как «пастухов на узких дорогах, охранников против разбойников и управляющих стадом на маршруте». Это был ранний тип уэльской овчарки, более высоконогий и тонкокостный, чем современные представители породы.
Однако к 1940-м годам группа пород сократилась до двух или трех пород. Древние чистокровные породы чёрно-подпалой овчарки и уэльской овчарки с холмов почти вымерли и редко использовались в работе. Тип, наиболее известный в Уэльсе в то время, в основном произошел от старой черно-подпалой овчарки с добавлением рабочей крови бордер-колли.
1940-х годах уэльская овчарка все ещё была распространена в северных и центральных уэльских округах. Стиль пастьбы отличался от «приземистых, прижатых к земле, эффектных движений бордер колли», как это выразил британский любитель собак С. Л. Б. Хаббард в 1948 году. Это была довольно разнотипная порода; приблизительно 18 дюймов (46 см) в холке, но вес варьировался от более легкого длинноногого типа из Северного Уэльса весом 35 фунтов (16 кг) до более крепких от 40 до 45 фунтов (18-20 кг) собак из Гламорганшира и Монмутшира. Для уэльской овчарки не было классов на выставках, так как это была чисто рабочая порода.
Продолжительность жизни уэльской овчарки 12-15 лет.

## Внешний вид

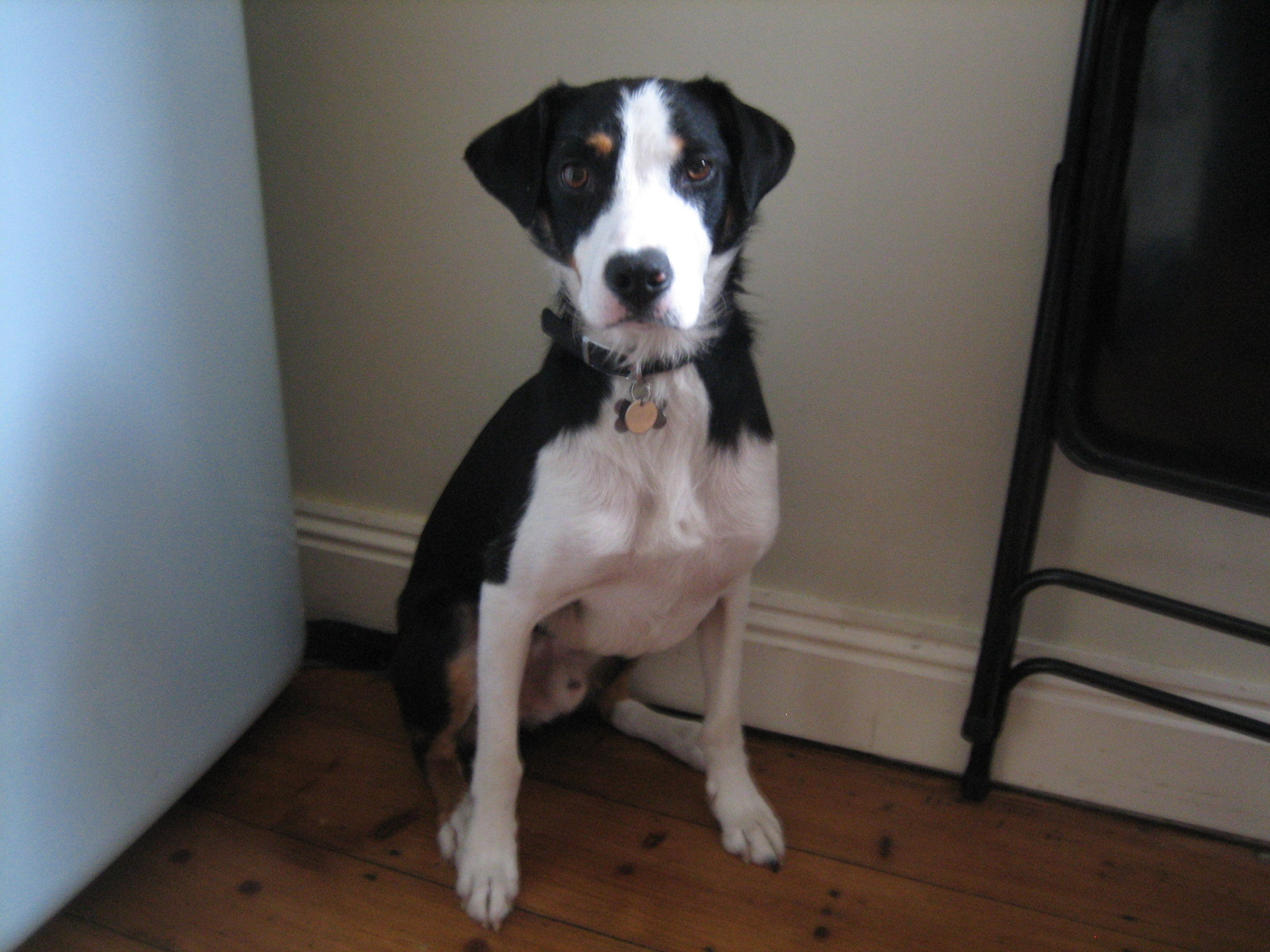
Уэльская овчарка

Как и других пастушьих собак, уэльских овчарок обычно разводят по их рабочим качествам, а не по внешности. Поэтому они, как правило, различаются по строению, цвету и размеру. Уэльские овчарки по типу похожи на колли, обычно чёрно-белого, коричнево-белого или трёхцветного окрасов. Также встречаются мраморные окрасы. Шерсть может быть короткой или довольно длинной. Уши стоячие или с заломом на концах. Уэльские колли более длинногие, имеют более широкую грудную клетки и грубую морду, чем бордер колли. Это очень умная и активная порода, требующая больших физических и умственных нагрузок, особенно при содержании в качестве домашнего любимца.

## Применение породы

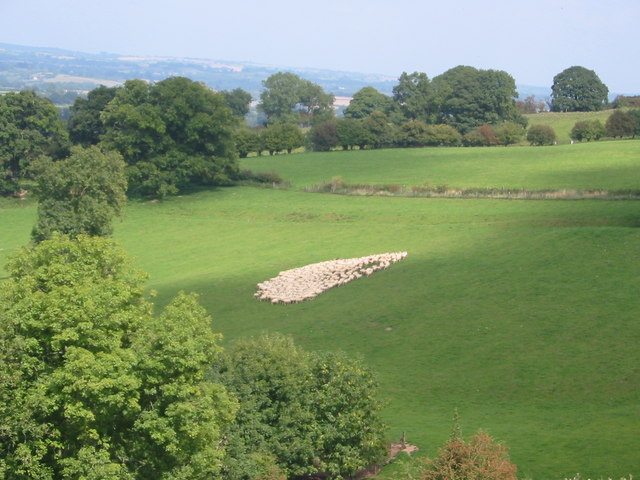
Соревнования по пастьбе овец в Уэльсе

В течение многих десятилетий уэльскую овчарку в работе с овцами во многих регионах Уэльса постепенно заменяли бордер-колли. Тем не менее, в последние годы были предприняты усилия по сохранению уэльских овчарок в качестве отдельной породы. Уэльские овчарки пасут в более свободном стиле, меньше используют плотный «взгляд», в отличие от бордер-колли. Они могут работать независимо, не обязательно находясь под непосредственным контролем пастуха. Уэльские овчарки чаще всего используются для работы с овцами, но также могут использоваться для пастьбы крупного рогатого скота, коз и даже лошадей и свиней. Традиционно их использовали в качестве загоняющих собак для перевозки крупного рогатого скота и овец на рынки или в другие регионы Великобритании.Уэльские овчарки — в основном пастушьи собаки, которые обладают природными способностями к работе с большими стадами овец или крупного рогатого скота. Некоторые владельцы также обучают их таким видам дрессировки, как аджилити, обидиенс, ралли-обидиенс, флайбол и следовая работа. Испытания по рабочим качествам проводятся в форме тестирования инстинкта собаки, а не соревнований. Так уэльские овчарки могут участвовать в соревнованиях по пастьбе овец и работе с крупным рогатым скотом.